# Gau (región)

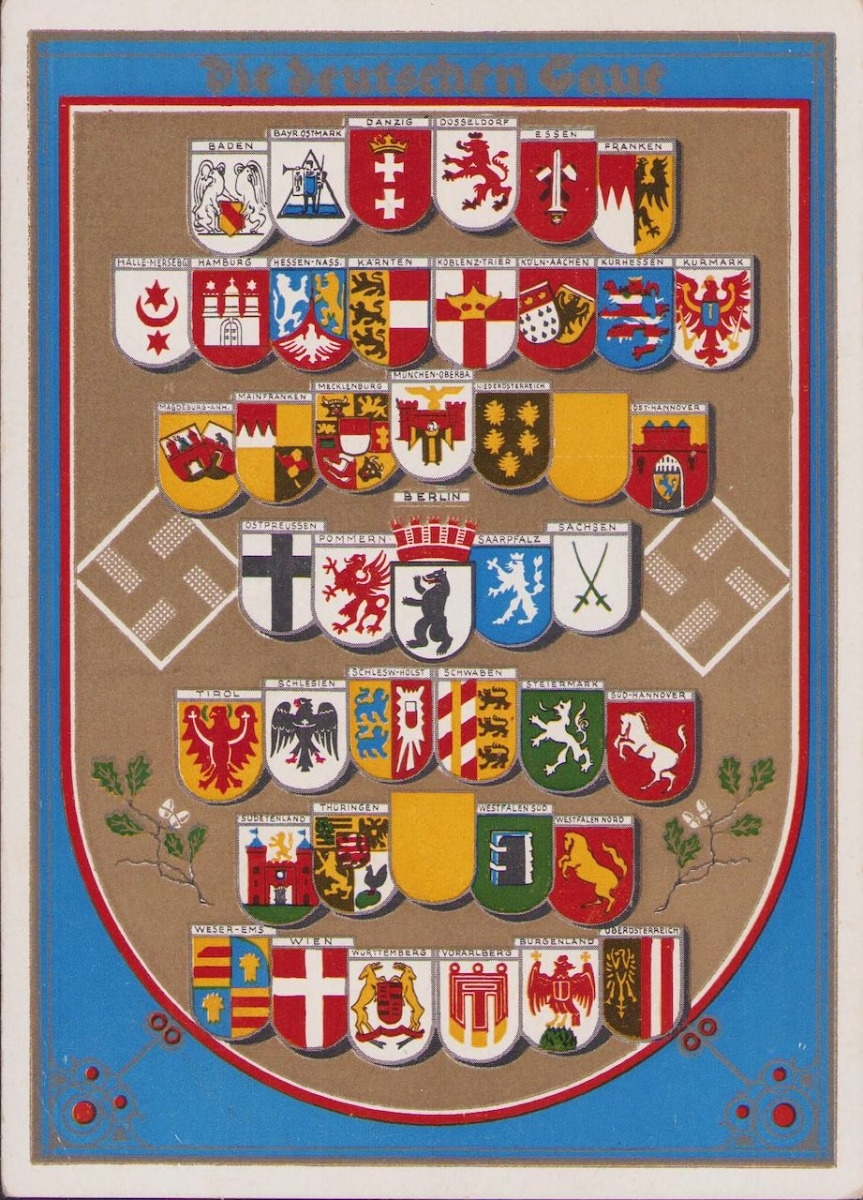
Emblemas de las diferentes gaue de la Alemania nazi.

Un gau (plural Gaue, neerlandés: gouw, frisón: gea or goa, groningués y frisón antiguo: go) es un término alemán usado a lo largo de diferentes momentos de la historia para referirse a las regiones administrativas del país. Los gaue se corresponden aproximadamente en muchos casos con los distritos (en alemán ‘’Kreis’’) que hay en la actualidad. Este término ha pasado al español con la forma de govia, p.ej. Brisgovia, Argovia.
Se empleó originalmente en la Edad Media, siendo entonces un concepto semejante al de comarca. Siglos después, fue recuperado por los nazis denominándose Gaue a un tipo de subdivisiones territoriales del Tercer Reich.